# Hoplolabis complicata
Hoplolabis complicata là một loài ruồi trong họ Limoniidae. Chúng phân bố ở miền Cổ bắc.